# Marc Gindorf
Markus Roger „Marc“ Gindorf (* 16. April 1957 in Dillingen) ist ein ehemaliger deutscher Automobilrennfahrer und Unternehmer mit Wohnsitz in Monaco, sowie Sohn vom ehemaligen Präsidenten von Racing Straßburg Hans-Egon Gindorf (2003–2005).
 

## Rennfahrerkarriere
Gindorf begann seine Karriere im Kartsport. 1990 fuhr er im Deutschen Renault 5 Turbo Cup. 1991 war er im Deutschen Renault Clio Cup unterwegs, außerdem im Renault Clio Eurocup. 1992 gewann er den Deutschen Renault Clio Cup und die Mil Milhas Brasileiras.
 
1993 bestritt er zehn Rennen der DTM mit einem BMW M3 Sport Evolution für das Team Auto Maass. 1994 wechselte er innerhalb der DTM zu Persson Motorsport. Für diese fuhr er erstmalig die komplette Saison mit 19 Rennen in einem AMG Mercedes 190 E. 1995 wechselte er in den Super-Tourenwagen-Cup zu PMC Sports, wo er seine Debütsaison mit 100 Punkten auf Rang 17 abschloss. Er fuhr zwei weitere Jahre in der Serie. 1996 schloss er mit 93 Punkten auf Rang 21 ab, und 1997 mit 44 Punkten auf Rang 26 ab. Die ersten beiden Jahre fuhr er in einem BMW 318is und 1997 in einem BMW 320i.
 
1998 bestritt er erstmalig den Porsche Supercup. 1999 und 2000 fuhr er wieder im Porsche Super Cup. 2000 schloss er die Saison mit Rang 18 ab. 2001 bestritt er die Saison hingegen als Gastfahrer, für das Team Farnbacher Racing. 2002 bestritt Gindorf ein weiteres Rennen als Gastfahrer, doch dieses Mal für das Team Valier.
 
In derselben Zeit nahm er an unterschiedlicher Stelle am Porsche Carrera Cup Deutschland teil. Für Kadah Tuning bestritt er 1999 in der Serie zwei Rennen. Dieses Engagement weitete sich aus. 2001 und 2002 fuhr er in der kompletten Serie für das PZ München - Team Valier im Porsche 911 GT3 Cup. Im ersten Jahr schloss er mit 20 Punkten auf Rang 15 ab, und im Folgejahr mit 19 Punkten auf Rang 17 ab.
 
Später nahm er 2004 in einem Porsche 911 für das PMC Sports an dem 24-Stunden-Rennen auf dem Nürburgring teil. 2008 fuhr er in einem Porsche 911 GT3 Cup wieder das 24-Stunden-Rennen auf dem Nürburgring, dieses Mal jedoch für Manthey Racing und schloss mit seinem Rennteam im Gesamtklassement auf Rang 5 ab. Ab 2009 folgten weitere Teilnahmen an dem 24-Stunden-Rennen. Zunächst schloss er 2009 für Manthey Racing auf Rang 7 ab, 2010 startete Gindorf für Mamerow Racing, 2011 fuhr er wieder für Manthey Racing und schloss auf Rang 22 ab, 2012 auf Rang 18, 2014 nahm er wieder teil. Zuletzt fuhr er 2015 für das Frikadelli Racing Team und schloss im Gesamtklassement auf Rang 19 ab. Neben seinen Platzierungen im Gesamtklassement erreichte Gindorf in der Klasse SP7 2008 Rang 4, gefolgt von Rang 5 in 2009, Rang 3 im Jahre 2012, sowie dem besten Ergebnis im Jahre 2015 mit dem Erreichen von Rang 2 in der Klasse SP7.
 
2008 fuhr er zusätzlich für Mühlner Motorsport im ADAC GT Masters und belegte dort Rang 31. 2009 startete er in drei Rennen für Fischer Racing in der FIA-GT3-Europameisterschaft und im gleichen Jahr erneut beim ADAC GT Masters, dieses Mal aber für Manthey Racing.
 
Zwischen 2010 und 2017 fuhr Gindorf regelmäßig in der VLN Langstreckenmeisterschaft Nürburgring, sein längstes Engagement in einem Format. In dieser errang er insgesamt neun Klassensiege und drei Wertungsgruppensiege.
 

## Unternehmertätigkeit
Gindorf brachte sich bis zu ihrer Auflösung im familiären Versandunternehmen in Offenburg ein. Die Firma wurde am 6. Mai 1964 als Ompex GmbH gegründet und firmierte bis 1997 unter Ompex Im- und Export technischer Erzeugnisse GmbH. 1997 wurde die Logistikabteilung als eigene Gesellschaft ausgegliedert und wurde unter dem Namen ODD (Firmenname: Ompex ODD Gesellschaft für Organisation, Direkt- und Handelsdienstleistungen aller Art mbH) die Nachfolgegesellschaft der 1964 gegründeten Ompex.
 
2000 übernahm Gindorf überdies die Präsidentschaft der Interwarex AG, in Glarus/Schweiz, welche ebenfalls 1964 gegründet wurde und Gesellschafter der Ompex sowie der späteren Nachfolgefirma ODD war. 2001 gab die Interwarex ein Übernahmeangebot für das französische Unternehmen Eurodirect Marketing S. A. aus Geispolsheim im Elsass ab. Die Listung der Eurodirect Marketing-Aktien, die bis dahin am Second Marché der Pariser Börse gelistet war, wurde daraufhin ausgesetzt. Ein Jahr später wurden nach unterzeichneter Absichtserklärung rund 95 % der Anteile an ODD in Eurodirect Marketing eingebracht. Somit waren Interwarex und Eurdirect Gesellschafter der ODD. 2003 übernahm die Bertelsmann-Gruppe über ihr Tochterunternehmen das Unternehmen Eurodirect, das 2006 in die Firma Datamailing umgewandelt wurde. 2015 wurde die Interwarex liquidiert.
 
Im November 2004 wurde der Insolvenzantrag der ODD von Gindorf gestellt. Anfang 2006 wurde Gindorf als Gesellschafter der Firma ODD GmbH vom Landgericht Mannheim wegen strafbarer Werbung zu 14 Monaten Haft auf Bewährung verurteilt. In dem Prozess ging es um massenhafte Gewinnversprechungen des Unternehmens, welche besonders ältere Menschen mit geringem Bildungsniveau zu Bestellungen aus einem Warenkatalog animieren sollte. 2008 wurde in diesem Verfahren vom BGH abschließend entschieden.
 
Am 9. Dezember 2013 wurde das Venturi Formula E Team als zehntes und damit letztes Team der neugegründeten FIA-Formel-E-Meisterschaft vorgestellt. Inhaber des Teams war ursprünglich ein Joint Venture von Gildo Pallanca Pastor, Francesco Costa, Bert Hedaya sowie Leonardo DiCaprio und Gindorf. Zwischenzeitlich hat Gindorf seine Teilhaberschaft beendet.
 
Gindorf ist heute Geschäftsführer der Charlet S.A.M., mit Sitz in Monaco, welche Schuhmodelle von Mario Bertulli und Patino vertreibt.
 

## Statistik

### Übersicht VLN-Langstreckenmeisterschaft Nürburgring
| Jahr | Sponsor                                           | Fahrzeug                   | Teamkollege 1  | Teamkollege 2              | Platzierung | Cup                                   |
| ---- | ------------------------------------------------- | -------------------------- | -------------- | -------------------------- | ----------- | ------------------------------------- |
| 2010 | Manthey Racing                                    | Porsche 911 GT3            | Armin Hahne    | Jochen Krumbach            | 4. Platz    | ADAC ACAS H&R-Cup                     |
| 2010 | Manthey Racing                                    | Porsche 911 GT3            | Armin Hahne    | Jochen Krumbach            | 5. Platz    | Adenauer ADAC Rundstrecken-Trophy     |
| 2010 | Manthey Racing                                    | Porsche 911 GT3            | Armin Hahne    | Jochen Krumbach            | 3. Platz    | 33. RCM - DMV Grenzlandrenne          |
| 2010 | Manthey Racing                                    | Porsche 911 GT3            | Armin Hahne    | Jochen Krumbach            | 3. Platz    | 6h ADAC Ruhr-Pokal-Rennen             |
| 2010 | Manthey Racing                                    | Porsche 911 GT3 R 997      | Armin Hahne    | Jochen Krumbach            | 4. Platz    | 42. ADAC Barbarossapreis              |
| 2010 | Manthey Racing                                    | Porsche 911 GT3 R 997      | Armin Hahne    | Jochen Krumbach            | 7. Platz    | 34. DMV 250-Meilen-Rennen             |
| 2010 | Manthey Racing                                    | Porsche 911 GT3 R 997      | Armin Hahne    | Jochen Krumbach            | 6. Platz    | 35. DMV Münsterlandpokal              |
| 2011 | Manthey Racing                                    | Porsche 911 GT3 R          | Philipp Wlazik | Jochen Krumbach            | 9. Platz    | 36. DMV 4-Stunden-Rennen              |
| 2011 | Manthey Racing                                    | Porsche 911 GT3 R          | Philipp Wlazik | Jochen Krumbach            | 10. Platz   | 53. ADAC ACAS H&R-Cup                 |
| 2011 | Manthey Racing                                    | Porsche 911 GT3 R          | Philipp Wlazik | Jochen Krumbach            | 8. Platz    | 6h ADAC Ruhr-Pokal-Rennen             |
| 2012 | Manthey Racing                                    | Porsche 911 GT3 Cup        | Frank Kräling  | Marco Schelp               | 10. Platz   | 59. ADAC Westfalenfahrt               |
| 2012 | Manthey Racing                                    | Porsche 911 GT3 Cup        | Frank Kräling  | Marco Schelp               | 9. Platz    | 52. ADAC Reinoldus-Langstreckenrennen |
| 2012 | Manthey Racing                                    | Porsche 911 GT3 Cup        | Frank Kräling  | Marco Schelp               | 8. Platz    | 35. RCM DMV Grenzlandrennen           |
| 2012 | Manthey Racing                                    | Porsche 911 GT3 Cup        | Frank Kräling  | --                         | 15. Platz   | 44. ADAC Barbarossapreis              |
| 2013 | Manthey Racing                                    | Porsche 911 GT3 Cup        | Frank Kräling  | Marco Schelp               | 14. Platz   | OPEL 6-Stunden ADAC Ruhr-Pokal-Rennen |
| 2013 | Manthey Racing                                    | Porsche 911 GT3 Cup        | Frank Kräling  | Michael Christensen        | 10. Platz   | 36. RCM DMV Grenzlandrennen           |
| 2013 | --                                                | Porsche 911 GT3 Cup        | Frank Kräling  | Nichlas Kentenich          | 12. Platz   | ROWE DMV 250-Meilen-Rennen            |
| 2014 | --                                                | Porsche 911 GT3 Cup        | Frank Kräling  | Christopher Brück          | 18. Platz   | 60. ADAC Westfalenfahrt               |
| 2014 | --                                                | Porsche 911 GT3 Cup        | Frank Kräling  | Christopher Brück          | 19. Platz   | 39. DMV 4-Stunden-Rennen              |
| 2014 | --                                                | Porsche 911 GT3 Cup        | Frank Kräling  | Christopher Brück          | 20. Platz   | 56. ADAC ACAS H&R-Cup                 |
| 2014 | --                                                | Porsche 911 GT3 Cup        | Frank Kräling  | Christopher Brück          | 25. Platz   | 45. Adenauer ADAC simfy-Trophy        |
| 2014 | --                                                | Porsche 911 GT3 Cup        | Frank Kräling  | Christopher Brück          | 4. Platz    | 54. ADAC Reinoldus-Langstreckenrennen |
| 2014 | --                                                | Porsche 911 GT3 Cup        | Frank Kräling  | Christopher Brück          | 9. Platz    | 37. RCM DMV Grenzlandrennen           |
| 2014 | --                                                | Porsche 911 GT3 Cup        | Frank Kräling  | --                         | 13. Platz   | ROWE DMV 250-Meilen-Rennen            |
| 2015 | S MSC Adenau e. V. im ADAC Frikadelli Racing Team | Porsche 991 GT Cup America | Frank Kräling  | Connor Steven de Phillippi | 18. Platz   | 61. ADAC Westfalenfahrt               |
| 2015 | S MSC Adenau e. V. im ADAC Frikadelli Racing Team | Porsche 991 GT Cup America | Frank Kräling  | Christopher Brück          | 4. Platz    | 57. ADAC ACAS H&R-Cup                 |
| 2015 | S MSC Adenau e. V. im ADAC Frikadelli Racing Team | Porsche 991 GT Cup America | Frank Kräling  | Christopher Brück          | 18. Platz   | 46. Adenauer ADAC Worldpeace Trophy   |
| 2015 | S MSC Adenau e. V. im ADAC Frikadelli Racing Team | Porsche 911 GT3 Cup        | Frank Kräling  | Christopher Brück          | 15. Platz   | 38. RCM DMV Grenzlandrennen           |
| 2016 | S MSC Adenau e. V. im ADAC Frikadelli Racing Team | Porsche 991 GT3 MR         | Frank Kräling  | Martin Ragginger           | 17. Platz   | 58. ADAC ACAS H&R-Cup                 |
| 2016 | S MSC Adenau e. V. im ADAC Frikadelli Racing Team | Porsche 991 GT3 MR         | Frank Kräling  | Christopher Brück          | 12. Platz   | 56. ADAC Reinoldus-Langstreckenrennen |
| 2016 | S MSC Adenau e. V. im ADAC Frikadelli Racing Team | Porsche 991 GT3 MR         | Frank Kräling  | Christopher Brück          | 9. Platz    | 39. RCM DMV Grenzlandrennen           |
| 2016 | S MSC Adenau e. V. im ADAC Frikadelli Racing Team | Porsche 991 GT3 MR         | Frank Kräling  | Christopher Brück          | 13. Platz   | ROWE 6-Stunden ADAC Ruhr-Pokal-Rennen |
| 2016 | S MSC Adenau e. V. im ADAC Frikadelli Racing Team | Porsche 991 GT3 MR         | Frank Kräling  | Christopher Brück          | 11. Platz   | 48. ADAC Barbarossapreis              |
| 2017 | GIGASPEED Team GetSpeed Performance               | Porsche 911 GT America     | Frank Kräling  | Adam Osieka                | 26. Platz   | 63. ADAC Westfalenfahrt               |
| 2017 | GIGASPEED Team GetSpeed Performance               | Porsche 911 GT America     | Frank Kräling  | Christopher Brück          | 8. Platz    | 59. ADAC ACAS H&R-Cup                 |
| 2017 | GIGASPEED Team GetSpeed Performance               | Porsche 911 GT America     | Frank Kräling  | Christopher Brück          | 9. Platz    | 48. Adenauer ADAC Rundstrecken-Trophy |
| 2017 | GIGASPEED Team GetSpeed Performance               | Porsche 911 GT America     | Frank Kräling  | Christopher Brück          | 16. Platz   | 40. RCM DMV Grenzlandrennen           |
| 2017 | GIGASPEED Team GetSpeed Performance               | Porsche 911 GT America     | Frank Kräling  | Christopher Brück          | 9. Platz    | 57. ADAC Reinoldus-Langstreckenrennen |
| 2017 | GIGASPEED Team GetSpeed Performance               | Porsche 911 GT America     | Frank Kräling  | Christopher Brück          | 6. Platz    | 49. ADAC Barbarossapreis              |